# Harding (Minnesota)
Harding – miasto w Stanach Zjednoczonych, w stanie Minnesota, w hrabstwie Morrison.